# Саулос Чиліма
Саулос Чиліма (англ. Saulos Chilima; 12 лютого 1973, Малаві — 10 червня 2024 року) — державний і політичний діяч Малаві. З 31 травня 2014 року та до своєї загибелі 10 червня 2024 року був віце-президентом країни.

## Біографія
Народився 12 лютого 1973 року у Нтчеу. Відвідував католицьку чоловічу школу у окрузі Дедза. Є віруючим католиком, має ступінь бакалавра соціальних наук та ступінь магістра економіки Університету Малаві. 10 серпня 2015 року Саулос Чиліма отримав ступінь доктора філософії в галузі управління знаннями в Університеті Болтона у Великій Британії.
Загинув 10 червня 2024 в авіакатастрофі.